# Kraftwerk Pleasants
Das Kraftwerk Pleasants ist ein Kohlekraftwerk in der Nähe von Belmont, West Virginia. Es liegt am Ohio River und hat eine installierte Gesamtleistung von 1300 MW.
Während des Baus eines der Kühltürme kam es 1978 zum Gerüsteinsturz von Willow Island. Dabei stürzte die gesamte oberste Reihe von Betonelementen des Turmes mitsamt dem daran befestigten Baugerüst ab. Alle 51 Arbeiter auf dem Gerüst stürzten damit in den Tod.
Von 2005 bis 2008 wurde eine Rauchgasentschwefelung gebaut.

## Blöcke
| Block | Leistung | Fertigstellung |
| ----- | -------- | -------------- |
| 1     | 650 MW   | 1979           |
| 2     | 650 MW   | 1980           |